# كريستيان دونفاك
كريستيان دونفاك (بالفرنسية: Christian Donfack) (مواليد 20 نوفمبر 1983) هو ملاكم كاميروني، مثّل بلاده في الألعاب الأولمبية الصيفية 2012.

## روابط خارجية
كريستيان دونفاك على موقع أوليمبيديا (الإنجليزية)